# El Mejor
Albums de Africando
Baloba
(1998) Betece
(2000)
El Mejor est un album compilation du groupe Africando sorti en 1998.
Cet album regroupe leurs meilleurs titres dont Yay boy, Lakh bi, Sabador, Gombo, Trovador, Aminata ou encore Tierra Tracional

## Liste des Titres
| No  | Titre                                | Auteur                       | Durée |
| --- | ------------------------------------ | ---------------------------- | ----- |
| 1.  | Yay Boy                              | Pape Seck                    | 4:02  |
| 2.  | Lakh Bi                              | Pape Seck                    | 4:01  |
| 3.  | Am Saaxul                            | Médoune Diallo               | 4:04  |
| 4.  | Sabador                              | Nicolas Menheim              | 3:21  |
| 5.  | Gombo                                | Nicolas Menheim              | 5:13  |
| 6.  | Dalaka                               | Sekouba Bambino              | 5:02  |
| 7.  | Trovador                             | Africando                    | 5:15  |
| 8.  | Xale Bile                            | Medoune Diallo               | 5:36  |
| 9.  | Aminata                              | Laba Sosseh                  | 5:04  |
| 10. | Sama Rew                             | Nicolas Menheim              | 4:20  |
| 11. | Diaraf                               | Medoune Diallo               | 5:40  |
| 12. | Doley Mbolo                          | Nicolas Menheim              | 5:48  |
| 13. | Ayo Nene                             | Laba Sosseh ft Boncana Maïga | 5:04  |
| 14. | Tierra Tradicional                   | Nicolas Menheim              | 4:43  |
| 15. | Grog Moin                            | Eugène Soubou                | 4:39  |
| 16. | La Vie en rose, reprise d'Édith Piaf | Gnonnas Pedro                | 4:56  |

## Musiciens ayant participé à cet album

### Chanteur d'Africando
- Nicolas Menheim
- Sekouba Bambino
- Gnonnas Pedro
- Eugène Soubou
- Medoune Diallo
- Ronnie Baró

### Invité
- Tabu Ley Rochereau